# Dora Tchakounté
Dora Tchakounté, född 23 mars 1995 i Yaoundé i Kamerun, är en fransk tyngdlyftare.

## Karriär
I april 2021 vid EM i Moskva tog Tchakounté brons i 59-kilosklassen. Det blev senare till ett silver efter att guldmedaljören Boyanka Kostova testat positivt för dopning. I juli 2021 vid OS i Tokyo slutade Tchakounté på fjärde plats i 59-kilosklassen. I juni 2022 vid EM i Tirana tog hon guld i 59-kilosklassen efter att ha lyft totalt 213 kilo.
Vid olympiska sommarspelen 2024 i Paris slutade Tchakounté på nionde plats i 59 kg-klassen.

## Resultat
| År                     | Plats                   | Viktklass              | Ryck (kg)              | Ryck (kg)              | Ryck (kg)              | Ryck (kg)              | Stöt (kg)              | Stöt (kg)              | Stöt (kg)              | Stöt (kg)              | Totalt                 | Placering              |
| År                     | Plats                   | Viktklass              | 1                      | 2                      | 3                      | Placering              | 1                      | 2                      | 3                      | Placering              | Totalt                 | Placering              |
| Olympiska sommarspelen | Olympiska sommarspelen  | Olympiska sommarspelen | Olympiska sommarspelen | Olympiska sommarspelen | Olympiska sommarspelen | Olympiska sommarspelen | Olympiska sommarspelen | Olympiska sommarspelen | Olympiska sommarspelen | Olympiska sommarspelen | Olympiska sommarspelen | Olympiska sommarspelen |
| ---------------------- | ----------------------- | ---------------------- | ---------------------- | ---------------------- | ---------------------- | ---------------------- | ---------------------- | ---------------------- | ---------------------- | ---------------------- | ---------------------- | ---------------------- |
| 2021                   | Tokyo, Japan            | 59 kg                  | 93                     | 96                     | 98                     | —                      | 112                    | 117                    | 120                    | —                      | 213                    | 4                      |
| 2024                   | Paris, Frankrike        | 59 kg                  | 95                     | 98                     | 100                    | —                      | 115                    | 118                    | —                      | —                      | 213                    | 9                      |
| Världsmästerskapen     |                         |                        |                        |                        |                        |                        |                        |                        |                        |                        |                        |                        |
| 2014                   | Almaty, Kazakstan       | 58 kg                  | 80                     | 84                     | 87                     | 17                     | 96                     | 100                    | 104                    | 24                     | 187                    | 24                     |
| 2015                   | Houston, USA            | 58 kg                  | 85                     | 88                     | 90                     | 17                     | 100                    | 102                    | 104                    | 26                     | 190                    | 23                     |
| 2018                   | Asjchabad, Turkmenistan | 59 kg                  | 88                     | 92                     | 95                     | 8                      | 105                    | 108                    | 110                    | 19                     | 203                    | 13                     |
| 2019                   | Pattaya, Thailand       | 59 kg                  | 88                     | 92                     | 96                     | 13                     | 110                    | 110                    | 114                    | 14                     | 206                    | 12                     |
| 2022                   | Bogotá, Colombia        | 59 kg                  | 96                     | 96                     | 99                     | 10                     | 115                    | 120                    | 122                    | 10                     | 216                    | 9                      |
| 2023                   | Riyadh, Saudiarabien    | 59 kg                  | 93                     | 96                     | 99                     | 12                     | 115                    | 115                    | 121                    | 22                     | 211                    | 19                     |
| Europamästerskapen     |                         |                        |                        |                        |                        |                        |                        |                        |                        |                        |                        |                        |
| 2016                   | Førde, Norge            | 58 kg                  | 84                     | 88                     | 88                     | 4                      | 100                    | 103                    | 106                    | 9                      | 194                    | 6                      |
| 2019                   | Batumi, Georgien        | 59 kg                  | 90                     | 94                     | 97                     | 6                      | 105                    | 110                    | 112                    | 7                      | 204                    | 7                      |
| 2021                   | Moskva, Ryssland        | 59 kg                  | 92                     | 95                     | 97                     | 2                      | 110                    | 115                    | 115                    | 2                      | 210                    | 2                      |
| 2022                   | Tirana, Albanien        | 59 kg                  | 93                     | 96                     | 98                     | 2                      | 113                    | 117                    | 117                    | 2                      | 213                    | 1                      |
| 2023                   | Jerevan, Armenien       | 64 kg                  | 93                     | 98                     | 98                     | 4                      | 113                    | 116                    | 120                    | 4                      | 209                    | 6                      |
| 2024                   | Sofia, Bulgarien        | 59 kg                  | 95                     | 95                     | 98                     | 3                      | 117                    | 117                    | 120                    | 4                      | 215                    | 2                      |